# Liste der Bodendenkmäler in Engelthal
Auf dieser Seite sind die Bodendenkmäler in der mittelfränkischen Gemeinde Engelthal zusammengestellt. Diese Tabelle ist eine Teilliste der Liste der Bodendenkmäler in Bayern. Grundlage ist die Bayerische Denkmalliste, die auf Basis des Bayerischen Denkmalschutzgesetzes vom 1. Oktober 1973 erstmals erstellt wurde und seither durch das Bayerische Landesamt für Denkmalpflege geführt wird. Die folgenden Angaben ersetzen nicht die rechtsverbindliche Auskunft der Denkmalschutzbehörde.

Mit dem Stand vom 30. August 2018 sind neun Bodendenkmäler von Engelthal in der Bayerischen Denkmalliste eingetragen.

## Hinweise zu den Angaben in der Tabelle
- Spalte Name, Bezeichnung: Bezeichnung des denkmalgeschützten Objektes
- Spalte Ortsteil: Ortsteil, in dem sich das denkmalgeschützte Objekt befindet
- Spalte  Koordinaten: Geografischer Standort
- Spalte Denkmalnummer: Offizielle Denkmalnummer des Bayerischen Landesamts für Denkmalpflege
- Spalte Zeitstellung: Besondere Daten, so weit bekannt oder ableitbar, teilweise auch Datum der Ersterwähnung der Liegenschaft
- Spalte Denkmalumfang, Bemerkung: Nähere Erläuterungen über den Denkmalstatus, den Umfang der Liegenschaft und ihre Besonderheiten

Bis auf die Spalte Bild sind alle Spalten sortierbar.

## Liste der Bodendenkmäler
| Name, Bezeichnung | Ortsteil  | Koordinaten                        | Denkmalnummer | Zeitstellung | Denkmalumfang, Bemerkung                                                                                             | Bild           |
| --- | --------- | ---------------------------------- | ------------- | ------------ | --- | -------------- |
| Grabhügel vorgeschichtlicher Zeitstellung                                                                                 | Engelthal | 49° 28′ 39,69″ N, 11° 23′ 17,74″ O | D-5-6534-0009 |              | In der Waldflur Rainschlag                                                                                           |                |
| Burgstall des Hochmittelalters                                                                                            | Engelthal | 49° 27′ 56,4″ N, 11° 21′ 53,83″ O  | D-5-6534-0010 |              | Burgstall Ödes Schloss, abgegangene Höhenburg auf dem Nonnenberg                                                     | weitere Bilder |
| Mittelalterliche und frühneuzeitliche Befunde im Bereich der evangelisch-lutherischen Pfarrkirche St. Johannes der Täufer | Engelthal | 49° 28′ 18,28″ N, 11° 23′ 57,73″ O | D-5-6534-0011 |              | Kirche St. Johannes                                                                                                  | weitere Bilder |
| Grabhügel der Urnenfelderzeit                                                                                             | Engelthal | 49° 27′ 57,38″ N, 11° 23′ 37,32″ O | D-5-6534-0125 |              | An der Waldflur Mühlschleg. Gemeindegrenze zum gemeindefreien Gebiet Engelthaler Forst überschreitendes Bodendenkmal |                |
| Grabhügel und Wallanlage vorgeschichtlicher Zeitstellung                                                                  | Kruppach  | 49° 27′ 12,21″ N, 11° 26′ 55,18″ O | D-5-6534-0140 |              | In der Waldflur Eicha. Gemeindegrenze zu Offenhausen überschreitendes Bodendenkmal                                   |                |
| Mittelalterliche und frühneuzeitliche Befunde im Bereich der ehemaligen Kapelle St. Willibald                             | Engelthal | 49° 28′ 19,14″ N, 11° 23′ 57,72″ O | D-5-6534-0142 |              | Kapelle St. Willibald                                                                                                |                |
| Kloster des Mittelalters und der Neuzeit                                                                                  | Engelthal | 49° 28′ 17,54″ N, 11° 23′ 56,81″ O | D-5-6534-0143 |              | Kloster Engelthal |                |
| Befestigter mittelalterlicher und frühneuzeitlicher Klosterort Engelthal                                                  | Engelthal | 49° 28′ 14,42″ N, 11° 23′ 57,16″ O | D-5-6534-0144 |              | |                |
| Klosterbefestigung des späten Mittelalters                                                                                | Engelthal | 49° 28′ 11,73″ N, 11° 23′ 57,42″ O | D-5-6534-0145 |              | Ruinöse Befestigungen um das frühere Kloster Engelthal                                                               |                |